# Kate și Leopold
Kate și Leopold (engleză: Kate & Leopold) este un film de comedie romantică științifico-fantastic din 2001 care narează povestirea unui duce care călătorește în timp din New York-ul anului 1876 până în prezent și se îndrăgostește de o femeie de carieră din New Yorkul modern.
Filmul este regizat de James Mangold și îi are ca protagoniști pe Meg Ryan, Hugh Jackman și Liev Schreiber. Ediția de DVDuri conține două versiuni ale filmului: prima versiune, la difuzarea premierei, a avut 118 minute în timp ce versiunea de după tăietura regizorului avea 122 de minute. O scenă din tăietura regizorului înfățișează personajul actriței Ryan într-un test pentru un nou film.
Acesta este ultimul film al lui Spalding Gray.

## Intriga
În 1876, Leopold Alexis Elijah Walker Gareth Thomas Mountbatten, Duce de Albany și viitor inventator al liftului, este un visător înăbușit. Unchiul său cel inflexibil, Millard (Paxton Whitehead) nu suportă lipsa de respect a lui Leopold față de monarhie, pedepsindu-l aspru și spunându-i că trebuie să se căsătorească cu o americancă bogată, deoarece finanțele familiei Mountbatten sunt epuizate. Unchiul său i-a spus că la "cea de-a treizecea aniversare a zilei sale de naștere devenise o pată rușinoasă pe numele familiei".
Ducele îl vede pe Stuart Besser (Liev Schreiber), un fizician amator (și descendent al lui  Leopold, după cum este precizat în scenele eliminate) studiind diagramele lui schematice și făcându-le fotografii. El îl văzuse mai devreme la un discurs al lui Roebling's despre Podul Brooklyn. Leopold îl urmărește pe Stuart și încearcă să îi salveze de la ceea ce crede el că este o sinucidere, căzând după el în portalul prin care venise acolo Stuart.
Leopold se trezește în New Yorkul din secolul XXI. La început el este dezorientat și crede că a fost răpit. Stuart îi spune că a creat formule pentru a prognostica portaluri în universul temporal și că Leopold trebuie să stea în apartamentul lui, până când se va deschide portalul iarăși, peste o săptămână. Când Stuart își duce câinele la plimbare, este rănit căzând în puțul liftului și este internat într-un ospiciu din cauză că a vorbit despre descoperirea lui științifică. 
Leopold este intrigat de cinica și ambițioasa Kate McKay (Meg Ryan), fosta prietenă a lui Stuart, care vine în apartament pentru a-și căuta acul ei de la Palm Pilot. El observă că ea este o "femeie de carieră" și că domeniul ei, cercetările de piață, este o preocupare bună pentru o femeie, căci el a ieșit cândva cu o bibliotecară din Sussex. Kate îl respinge și îi  cere să ducă la plimbare câinele lui Stuart. Leopold este copleșit văzând că podul lui Roebling este tot acolo. Când se-ntoarce în apartament, el se-mprietenește cu Charlie (Breckin Meyer), fratele lui Kate, care este actor între slujbe și care crede că și Leopold este actor, statornic în interpretarea personajului său.
Kate și Leopold devin apropiați, în mod romantic, luând cina împreună și plimbându-se prin New York. 
Când încep filmările pentru reclama în care Leopold a fost de acord să apară, el își dă seama că produsul la care face reclamă are un gust respingător. El nu înțelege cum poate ea să sprijine un produs cu defecte fără nicio împotrivire și declară că "atunci când cineva e implicat în ceva complet fără merite, se retrage". Ca un ecou al cuvintelor unchiului său, Kate spune că uneori omul e nevoit să facă lucruri pe care nu vrea să le facă. El o mustră că e lipsită de integritate. Ea răspunde: "Eu nu am timp de cuvântări cucernice din partea unui om de două sute de ani care nu a muncit nicio zi în viața lui". Astfel, flirtul lor a luat sfârșit.
Stuart evadează din spitalul de boli mentale și în timp ce Kate acceptă o promovare care îi este acordată la un banchet al companiei la care muncește, el și Charlie aleargă să îi vorbească. Cu câteva momente înainte ca ea să urce la microfon, ei sosesc și îi arată pozele făcute de Stuart, care o înfățișează în 1876. Stuart spune că el crezuse că tulburase continuumul spațiu-timp, însă, de fapt "totul este un covrig frumos, în 4-D de inevitabilitate  a destinlui". 
Kate alege să își petreacă viața cu Leopold în locul unei cariere și cei trei aleargă să ajungă la podul Brooklyn. Acolo, reușind să ajungă la portal înainte să se închidă, Kate dispare în anul 1876, unde Leopold este tocmai pe punctul de a anunța numele miresei sale. Când deschide gura să vorbească, el o vede pe Kate și anunță numele ei.
În scena finală, ei se sărută și aparatul de filmat se îndreaptă spre exterior, arătând un ceas cu ora 12:15.

## Distribuția
- Meg Ryan - Kate McKay
- Hugh Jackman - Leopold Alexis Elijah Walker Thomas Gareth Mountbatten
- Liev Schreiber - Stuart Besser
- Breckin Meyer - Charlie McKay
- Natasha Lyonne - Darci
- Bradley Whitford - J. J. Camden
- Paxton Whitehead - Millard Mountbatten
- Spalding Gray - Dr. Geisler
- Josh Stamberg - Bob
- Matthew Sussman - Phil
- Charlotte Ayanna - Patrice
- Philip Bosco - Otis
- Cole Hawkins - Hector

## Coloana sonoră
1. A Clock in New York
2. I Want Him Resplendent
3. Leopold Chases Stuart to Brooklyn
4. That Was Your Best?
5. Let's Go!
6. Leopold Sees the Completed Bridge
7. You Did So Great (Kate's Theme)
8. Galloping
9. Dearest Kate...
10. Prolixin/Leopold and Charlie Buy Flowers
11. Charlie Wins Patrice, Leopold Wins Kate
12. Secret Drawer
13. Time for Bed
14. Charlie Realises Leopold Was For Real – 1876
15. Kate Goes to the Awards
16. Kate Sees the Pictures – "I have to Go"
17. You Have to Cross the Girder
18. Back in 1876 – Waltz
19. Back Where I Belong (cântec – Jula Bell)
20. Until... (cântec – Sting)

## Premii și nominalizări
- În 2001 filmul a câștigat Golden Globe Award pentru cel mai bun cântec pentru piesa "Until", scrisă și interpretată de Sting.

- În 2002 filmul a fost nominalizat pentru Academy Award for Best Song.

- Hugh Jackman a fost nominalizat în 2001 pentru Golden Globe Award for Best Actor - Motion Picture Musical or Comedy.

## Notițe
Leopold are același nume și titlu ca Prințul Leopold, Duce de Albany, cel mai mic fiu al Regina Victoria. În aprilie 1876, în același timp cu începutul filmului, Prințul Leopold era un student în vârstă de 23 de ani la Christ Church, Oxford. În film, personajul lui Leopold are cel puțin 30 de ani. De asemenea, adevăratul Leopold suferea de hemofilie, ceea ce nu este menționat în film, iar personajul susține că s-a "născut duce", ceea ce ar însemna că este unui duce mort, așa cum a fost fiul lui Leopold cel real, Prințul Charles Edward. De asemenea, în plus, deși Mountbatten — numele de familie al personajului fictiv Leopold — este numele de familie al unei ramuri de cadeți din familia regală britanică, numele "Mountbatten" nu a fost adoptat până în 1947, datorită căsătoriei Prințului Filip, Duce de Edinburgh, și a Reginei Elizabeta a II-a, de când este cunoscut ca "Mountbatten-Windsor" (forma originală a numelui era Battenberg.)
În aprilie 1876, la începutul filmul, Leopold ascultă un discurs ținut de, după cum se presupune, Roebling. (În realitate, Roebling a murit în 1869.) Chiar dacă el ar fi fost fiul său, Washington A. Roebling, inginerul șef care a ridicat Podul Brooklyn, nici el nu a mai vizitat acest loc după 1872, din cauza luptei sale cu boala caisson.
Leopold îi enumeră pe Thomas Edison și George Westinghouse, printre alții, care nu erau cunoscuți în 1876. De exemplu, abia în 1877 a inventat Edison fonograful, care i-a adus faimă mondială.
Scena în care Leopold, Charlie și Hector cântă "Eu sunt exact modelul generalului major model", din opera scrisă de Gilbert și Sullivan, Pirații din Penzance, care a avut premiera în Statele Unite în New York City în 31 decembrie 1879, pe când Leopold a pretins că mersese la premiera operei Pirații din Penzance cu o lună în urmă (în martie 1876). Leopold a greșit și povestirea din cadrul operei. O scenă asemănătoare implicând o discuție asupra operei La Bohème ar fi de asemenea imposibilă, căci versiunea lui Giacomo Puccini a operei a debutat în 1896 și versiunea lui Ruggiero Leoncavallo în 1897 (deși e posibil ca Leopold să fi văzut o producție televizată a operei La Bohème; Leopold nu a spus că a văzut opera 'în direct' și am văzut în film că se uita la televizor acasă la Stuart). În versiunea italiană a filmului, personajele vorbesc despre opereta lui Giuseppe Verdi, La Traviata, care a avut premiera în 1850 și astfel se potrivește mai bine în cadrul povestirii.
Stuart și-a dat silința pentru a fi sigur că Leopold s-a întors în vremea sa, nu pentru că era îngrijorat pentru inventarea lifturilor, ci din cauză că Leopold era stră-stră-bunicul său (și din cauză că Stuart nu va exista dacă Leopold nu se întoarce în vremea sa datorită ideeii de  paradoxul bunicului). Această situație nu a fost menționată în forma finală pentru că astfel, Kate, fosta prietenă a lui Stuart ar fi stră-stră-bunica lui. O scenă ștearsă de pe DVD-ul distribuit arată că Stuart și Kate își dau seama de acest lucru pe când se află într-un taxi.
Rochia pe care o poartă Kate se schimbă în scena finală. Când ea ajunge în 1876, rochia este deodată mai aranjată în jurul gâtului și o trenă, făcând-o mai asemănătoare rochiilor purtate de femeile de pe vremea aceea. Acest lucru este, totuși, făcut intenționat, după cum se afirmă pe filmul de scurt metraj de pe DVD.
Când Leopold se trezește în apartamentul lui Stuart, spune că Stuart "poate fi Jack Spintecătorul după câte știu eu"; totuși, dacă Leopold este din 1876, el nu poate să știe nimic despre Jack Spintecătorul, care nu și-a început crimele până la sfârșitul anilor 1880.
În plus, în film, se spune că Leopold a inventat liftul. În realitate Prințul Leopold, Duce de Albany, nu a avut nicio legătură cu inventarea liftului. Gluma din film, despre lift este faptul majordomul lui Leopold se numește Otis.